# Толстий Врх-при-Мислині
Толстий Врх-при-Мислині (словен. Tolsti Vrh pri Mislinji) — поселення в общині Мислиня, Регіон Корошка, Словенія. Висота над рівнем моря: 841,1 м.